# Gäu
Gäu is een district in het kanton Solothurn. Het district heeft een oppervlakte van 62,02 km² en heeft 17.324 inwoners (eind 2006). De hoofdplaats is Oensingen. Het district bestaat uit de volgende gemeenten:
| Wapenschild     | Gemeentenaam    | Inwoners (dec 2006) | Oppervlakte (km2) | Gemeente nummer |
| --------------- | --------------- | ------------------- | ----------------- | --------------- |
| Egerkingen      | Egerkingen      | 2935                | 6,93              | 2401            |
| Härkingen       | Härkingen       | 1246                | 5,57              | 2402            |
| Kestenholz      | Kestenholz      | 1660                | 8,59              | 2403            |
| Neuendorf       | Neuendorf       | 1904                | 7,13              | 2404            |
| Niederbuchsiten | Niederbuchsiten | 959                 | 5,49              | 2405            |
| Oberbuchsiten   | Oberbuchsiten   | 1841                | 9,39              | 2406            |
| Oensingen       | Oensingen       | 4755                | 12,03             | 2407            |
| Wolfwil         | Wolfwil         | 2024                | 6,89              | 2408            |
|                 | Totaal (8)      | 17.324              | 62,02             | 1101            |

Bucheggberg · Dorneck · Gäu · Gösgen · Lebern · Olten · Solothurn · Thal · Thierstein · Wasseramt